# Pro Evolution Soccer 2
Pro Evolution Soccer 2 (ワールドサッカーウイニングイレブン6? World Soccer: Winning Eleven 6) (in America del Nord World Soccer: Winning Eleven 6 International), è un videogioco di calcio prodotto nel 2002 da Konami, secondo capitolo della serie Pro Evolution Soccer.
Il gioco ha ricevuto una conversione per Nintendo GameCube, commercializzata esclusivamente in Giappone, dal titolo World Soccer: Winning Eleven 6 Final Evolution. Fu inoltre l'ultimo capitolo della serie che uscì per PlayStation.
I telecronisti della versione italiana sono Massimo Tecca e Luca De Capitani.
La sigla iniziale del gioco è We Will Rock You dei Queen.

## Modalità di gioco
In Pro Evolution Soccer 2 sono presenti sei modalità di gioco, tra cui la possibilità di disputare un campionato come manager di uno dei 40 club presenti nel gioco. A questi team si aggiungono 56 nazionali da quattro diversi continenti, portando a 96 le squadre disponibili nella modalità amichevole. Sono inoltre presenti competizioni da 16 e 32 squadre.

## Squadre

### Nazionali

#### Europa
- Irlanda
- Scozia
- Galles
- Inghilterra
- Portogallo
- Spagna
- Francia
- Belgio
- Paesi Bassi
- Svizzera
- Italia
- Rep. Ceca
- Germania
- Danimarca
- Norvegia

- Svezia
- Finlandia
- Polonia
- Slovacchia
- Austria
- Ungheria
- Slovenia
- Croazia
- Jugoslavia
- Romania
- Bulgaria
- Grecia
- Turchia
- Ucraina
- Russia

#### Africa
- Camerun
- Egitto
- Marocco
- Nigeria

- Senegal
- Sudafrica
- Tunisia

#### Americhe
- Argentina
- Brasile
- Cile
- Colombia
- Costa Rica
- Ecuador

- Messico
- Paraguay
- Perù
- Stati Uniti
- Uruguay

#### Asia e Oceania
- Arabia Saudita
- Australia
- Cina

- Corea del Sud
- Iran
- Giappone

### Club
In Pro Evolution Soccer 2 sono presenti 40 squadre di club senza licenza. Tra parentesi il nome originale del club.
- Aragon (Manchester United)
- Dublin (Aston Villa)
- London (Arsenal)
- Liguria (Chelsea)
- Europort (Liverpool)
- Lake District (West Ham United)
- Yorkshire (Leeds United)
- Highlands (Newcastle United)
- Celt (Celtic)
- Connacht (Rangers)
- Cataluna (Barcellona)
- Navarra (Real Madrid)
- Andalusia (Valencia)
- Cantabria (Deportivo La Coruña)
- Provence (Monaco)
- Languedoc (Marsiglia)
- Paris (Paris Saint-Germain)
- Medoc (Bordeaux)
- Rijnkanaal (Ajax)
- Noordzeekanaal (Feyenoord)

- Flandre (PSV Eindhoven)
- Marche (Inter)
- Piemonte (Juventus)
- Lombardia (Milan)
- Umbro (Lazio)
- Emilia (Parma)
- Toscana (Fiorentina)
- Abruzzi (Roma)
- Westfalen (Borussia Dortmund)
- Anhalt (Bayern Monaco)
- Ruhr (Bayer Leverkusen)
- Rheinland (Amburgo)
- Peloponnisos (Olympiacos)
- Byzantinobul (Galatasaray)
- Marmara (Dinamo Kiev)
- Valdai (Spartak Mosca)
- Selvas (Vasco da Gama)
- Mato Grosso (Palmeiras)
- Pampas (River Plate)
- Patagonia (Boca Juniors)